# Iphiaulax xanthocephalus
Iphiaulax xanthocephalus är en stekelart som beskrevs av Szepligeti 1911. Iphiaulax xanthocephalus ingår i släktet Iphiaulax och familjen bracksteklar. Inga underarter finns listade i Catalogue of Life.